# Shamier Little
Shamier Little (* 20. März 1995 in Louisville, Kentucky) ist eine US-amerikanische Hürdenläuferin, die sich auf die 400-Meter-Distanz spezialisiert hat und wegen ihrer Sprintstärke auch in der 4-mal-400-Meter-Staffel eingesetzt wird.

## Werdegang
2014 siegte sie bei den Juniorenweltmeisterschaften in Eugene.
Bei den Panamerikanischen Spielen 2015 in Toronto triumphierte sie über 400 Meter Hürden und mit der US-amerikanischen 4-mal-400-Meter-Staffel. Im gleichen Jahr gewann sie bei den Weltmeisterschaften 2015 in Peking die Silbermedaille über die Hürdenstrecke.
Bei den Olympischen Sommerspielen 2024 in Paris gewann die 29-Jährige im August Gold in der US-amerikanischen 4-mal-400-Meter-Staffel – mit Gabrielle Thomas, Alexis Holmes und Sydney McLaughlin-Levrone.

## Persönliche Bestzeiten
- 200 m: 23,41 s, 3. Mai 2014, Baton Rouge
  - Halle: 23,48 s, 7. Februar 2015, College Station
- 400 m: 51,06 s, 18. Mai 2014, Lexington
  - Halle: 51,86 s, 1. März 2014, College Station
- 400 m Hürden: 52,39 s, 4. Juli 2021, Stockholm